# Peter Mederake
Peter Mederake (* 13. November 1939 in Eilenburg) ist ein ehemaliger deutscher Politiker der DDR-Blockpartei National-Demokratische Partei Deutschlands (NDPD).
Mederake ist Betriebsschlosser von Beruf und war Lehrmeister und Vorsitzender der PGH Pumpen und Gebläsebau Eilenburg. Er trat der NDPD bei und rückte 1984 als Mitglied der NDPD-Fraktion in der Volkskammer der DDR nach. 1990 endete sein Mandat in der Volkskammer. Bis 2003 war er Geschäftsführer der Eilenburger Geräte- und Pumpenservice GmbH, Eilenburg. 